# John C. Box

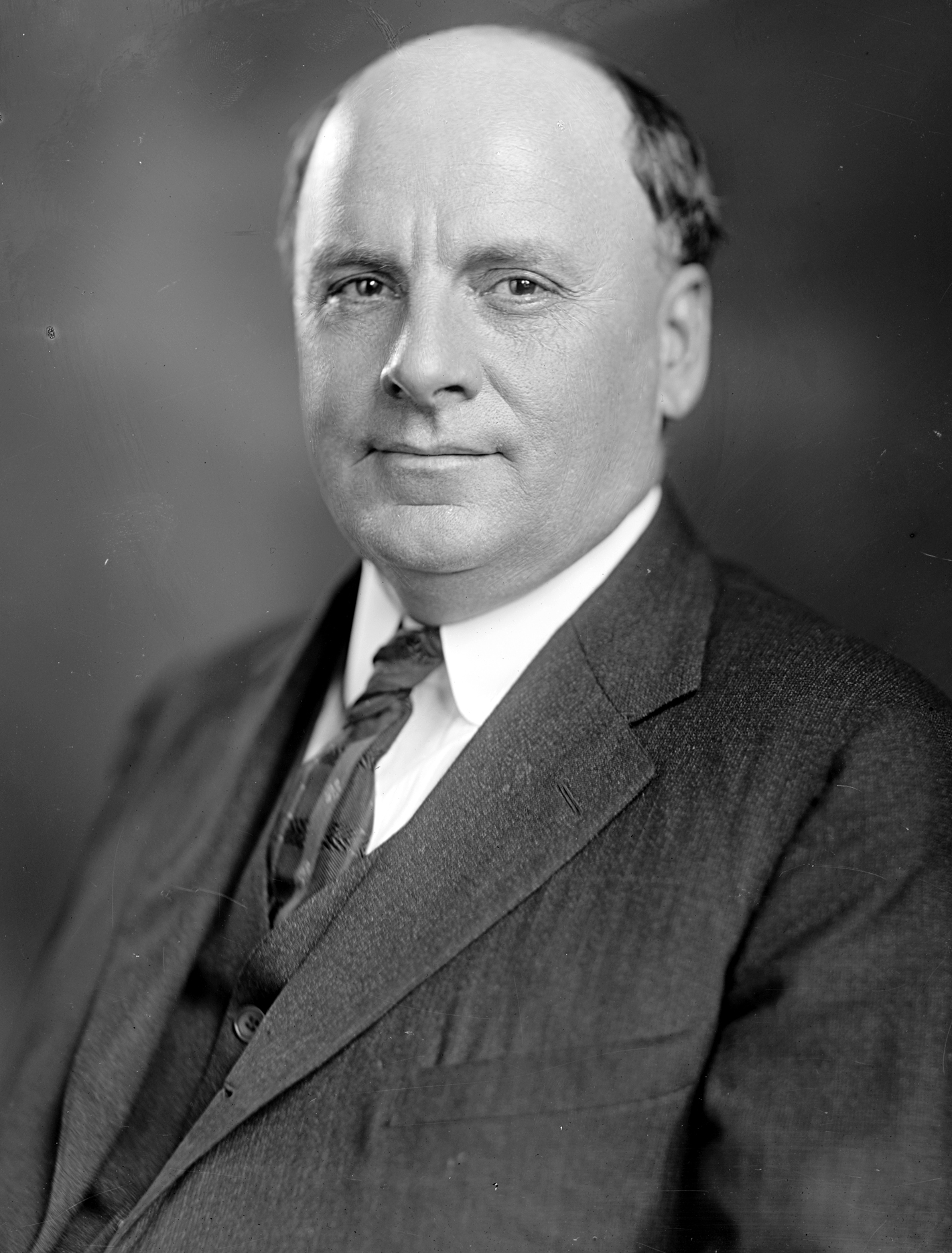
John C. Box

John Calvin Box (* 28. März 1871 bei Crockett, Houston County, Texas; † 17. Mai 1941 in Jacksonville, Texas) war ein US-amerikanischer Politiker. Zwischen 1919 und 1931 vertrat er den Bundesstaat Texas im US-Repräsentantenhaus.

## Werdegang
John Box besuchte die öffentlichen Schulen seiner Heimat sowie das Alexander Collegiate Institute, das heutige Lon Morris College in Kilgore. Nach einem anschließenden Jurastudium und seiner 1893 erfolgten Zulassung als Rechtsanwalt begann er in Lufkin in diesem Beruf zu arbeiten. Im Jahr 1897 verlegte er seinen Wohnsitz und seine Anwaltskanzlei nach Jacksonville. Dort war er auch als Geistlicher der Methodistenkirche tätig. Zwischen 1898 und 1901 fungierte Box als Bezirksrichter im Cherokee County. Gleichzeitig schlug er als Mitglied der Demokratischen Partei eine politische Laufbahn ein. In den Jahren 1902 bis 1905 war er Bürgermeister von Jacksonville; von 1908 bis 1910 gehörte er dem Staatsvorstand seiner Partei an. Zwischen 1913 und 1918 war er Vorsitzender des Bildungsausschusses.
Bei den Kongresswahlen des Jahres 1918 wurde Box im zweiten Wahlbezirk von Texas in das US-Repräsentantenhaus in Washington, D.C. gewählt, wo er am 4. März 1919 die Nachfolge von Martin Dies Sr. antrat. Nach fünf Wiederwahlen konnte er bis zum 3. März 1931 sechs Legislaturperioden im Kongress absolvieren. In dieser Zeit wurden der 18. und der 19. Verfassungszusatz ratifiziert.
Im Jahr 1930 wurde John Box von seiner Partei nicht mehr zur Wiederwahl nominiert. Nach dem Ende seiner Zeit im US-Repräsentantenhaus praktizierte er wieder als Anwalt in Jacksonville, wo er am 17. Mai 1941 verstarb.